# Sottosopra (film)
Sottosopra (Samy y yo) è un film argentino del 2002 diretto da Eduardo Milewicz. La pellicola venne distribuita nei paesi di lingua spagnola anche con il titolo Un tipo corriente.

## Trama
Samy Goldstein, autore televisivo di famiglia ebrea, sogna di diventare un romanziere. Il programma televisivo per cui lavora è in crisi di ascolti e la vita personale non va meglio, poiché è assillato dalla madre e ha una relazione poco soddisfacente con la fidanzata intellettuale Esther, che ha appena pubblicato un libro.
Tutto cambia quando Samy conosce per caso la giovane e brillante Mary, che lo scambia per lo psicoterapeuta di suo padre. Mary riesce a convincere i vertici della televisione ad affidare a Samy uno show tutto suo e la scommessa si rivela vincente. Il successo lavorativo di Samy non corrisponde però alla sua felicità personale, pertanto l'uomo si trova costretto a scegliere tra soddisfazione professionale e vita privata.

## Produzione
Il film, il cui titolo originale era Esto no es New York, venne girato a partire dal mese di giugno del 2001.
Il regista Eduardo Milewicz lo presentò come "un film sulle seconde possibilità, qualcosa che tutti meritiamo" e, in riferimento alle origini ebree del personaggio principale, affermò "non è un film sul ghetto, né elitario".
Se Milewicz rifiutò il paragone con Woody Allen, il protagonista Ricardo Darín dichiarò: "Ci sono cose a cui non puoi sfuggire. La nostra intenzione non era quella di copiare, ma i riferimenti affiorano inevitabilmente. Ad ogni modo, se qualcosa di Woody Allen appare nel personaggio di Samy, oltre ad essere una sorta di complimento, intendo umilmente che venga preso come un omaggio piuttosto che come un plagio".
Il film venne distribuito nelle sale argentine l'11 luglio del 2002. Prese parte poi al Philadelphia Jewish Film Festival e al Warsaw Jewish Film Festival nel 2004.

## Accoglienza
Leslie Katz su Culture Vulture lo definì "Una specie di miscuglio derivato da Woody Allen, Pedro Almodovar e EdTV" e ne apprezzò fotografia e scenografie.
Ángel Fernández Santos su El País scrisse "Commedia irregolare, di breve durata, che gestisce un'idea simpatica, un evento nello stile di Woody Allen [...] il film sembra fatto apposta per far brillare il comico Darín".
Fernando López de La Nación apprezzò la regia e affermò: "Milewicz conferma il suo mestiere e dimostra anche la sua disinvoltura nel gestire il ritmo e i cambi di tono di questa commedia".
Yvonne Yolis su Cineismo lo recensì positivamente, parlandone come di "una sorpresa molto piacevole" e "una commedia molto fuori dal comune" e scrivendo "Entrambi i toni, quello della commedia romantica e quello dell'umorismo raggiunti attraverso attraverso la caratterizzazione stereotipata dei personaggi [...] e le loro circostanze avverse coesistono e si completano a vicenda perfettamente in questo film di novel mix".
Il critico di Ámbito Financiero Marcelo Zapata apprezzò la commedia, sintetizzando: "I dialoghi sono vivaci, l'ambientazione è credibile e il ritmo non cede mai. Molto buono".
Horacio Bernades su Página/12 ne pubblicò una recensione negativa, descrivendola come "una commedia romantica il cui peccato più grande (oltre a non essere molto romantica) è quello di volere, per nulla mascherato, clonare un modello cinematografico preesistente. Venendo da Eduardo Milewicz, il cui film precedente, La vida según Muriel, annunciava un cineasta e sceneggiatore capace di avvicinarsi al mondo femminile con sensibilità e senza leccarsi i baffi, Samy y yo può sembrare un passo falso".
Anche sulle pagine di El Mundo venne pubblicata una stroncatura della pellicola, a firma di Francisco Marinero, il quale affermò: "Lo sviluppo della commedia è poco plausibile nel suo complesso e povero di situazioni e persino di dialoghi [...] Le battute sono diluite in una commedia ripetitiva che ha chiaro l'inizio ma non la parte centrale o il finale".
A queste fece eco la recensione di Clarín, in cui si criticava negativamente il lavoro di scrittura: "Milewicz e la sua co-sceneggiatrice Carmen López-Areal non hanno tolto il piede dall'acceleratore e si sono preoccupati di far sembrare i loro personaggi spiritosi piuttosto che dare loro una storia credibile"; nella stessa recensione, venne scritto che il regista "cade in tutti gli stereotipi e i cliché"
Pablo E. Arahuete su CineFreaks sostenne che il punto di forza della commedia fosse "la regia impeccabile degli attori", citando in particolare la coppia dei protagonisti e le attrici secondarie Henny Trayles ed Alejandra Flechner, ma chiosò dicendo: "il film di Milewicz intrattiene, anche se avrebbe potuto essere migliore".

## Riconoscimenti
- 2003 - Condor d'argento
  - Candidatura alla migliore attrice non protagonista a Henny Trayles